# Grossinger Károly
Grossinger Károly (angolul: Charles Grossinger) (Pest, 1825 vagy 1826 – New Orleans, Louisiana, 1876 vagy 1877) magyar és amerikai szabadságharcos.

## Élete
Az 1848-49-es szabadságharcban honvédfőhadnagyként küzdött, a világosi fegyverletétel után Sumlába került, itt 1849 december 20-án Kossuth Lajos állított ki neki szolgálati bizonyítványt. A sumlai internáló tábor feloszlatásakor Konstantinápolyba ment, majd 1851 május 16-án 71 emigránstársával Gümleken felszállt a „Szultán” nevű hajóra, amellyel június 10-én Southamptonba értek. Az angliai Portsmouth-ból Prick József vezetésével a „Devonshire” nevű hajón érkezett meg New Yorkba 46 emigráns társával, köztük Dancs Lajos, Zágonyi Károly és mások. 
Egy csoporttal Harczy Gábor színész javaslatára az emigráns tisztek magyar dalárdát szerveztek, de szereplésük nem sikerült a „Castle Garden”-ben, így a dalárda feloszlott. Grossinger Károly és még több emigráns társa Philadelphia felé vették útjukat, ahol ólomgyárban kerestek munkásokat. Nem jutottak el a célba, mert a vonatot, amelyen utaztak, szerencsétlenség érte. Végül New Orleans-ba jutott el Grossinger, s ott bor- és gyarmatáru-kereskedéssel foglalkozott, majd visszament New Yorkba.
Az amerikai polgárháborúba önként jelentkezett, főhadnagyként sorozták be 1861 május 22-én a 72. New York-i gyalogezred „A” századába, ugyanebben az alakulatban teljesített szolgálatot Grechenek György, Grechenek halála után Grossinger Károlyt nevezték ki századosnak 1862 május 18-án. Ismeretlen okból leszerelt 1862 június 23-án. New Orleansba tért vissza feleségéhez, önálló kereskedésbe fogott, 1872-re már fellendült az üzlete, később a „Dreyfuss Drygoods” vállalat üzletvezetőjeként működött. Feltehetően 1876 vagy 1877-ben halt meg New Orleansban.